# 江崎権兵衛
江崎 権兵衛（本姓:江嵜、權兵衞、えさき ごんべえ、1844年9月5日（弘化元年7月23日）- 1914年（大正3年）3月21日）は、明治から大正初期の実業家、政治家。衆議院議員、京都府紀伊郡伏見町長。幼名・源三郎。

## 経歴
山城国紀伊郡伏見過書町（京都府紀伊郡伏見町字過書、伏見市を経て現京都市伏見区過書町）で、材木業・先代江崎権兵衛、モトの二男として生まれる。兄・房丸が出家していたため、1968年（明治元年）父の死去に伴い家督を相続し権兵衛を襲名した。
家業の材木業を継承し、さらに酒造業を起こして成功した。その他、伏見倉庫社長、淀川汽船社長、伏見銀行頭取、伏見現米取引所代表、伏見米穀市場代表、伏見酒造監査役、京都商業会議所理事、伏見商業会議所頭取、京都府農工銀行取締役などを務めた。
1871年（明治4年3月）伏見第九番組副年寄に就任し、1872年（明治5年）伏見第十一区副区長に任じられ1873年（明治6年）6月まで在任。1879年（明治12年）3月、京都府会の開設に伴い同議員に選出され、通算4期在任し、1892年（明治25年）2月に退任した。1889年（明治22年）4月、町村制の施行により伏見町会議員となり、同年5月、初代伏見町長に就任した。
1898年（明治31年）3月、第5回衆議院議員総選挙（京都府第3区、自由党）で当選。同年8月、第6回総選挙（京都府第3区、憲政党）では次点で落選し、衆議院議員に1期在任した。